# 山内真治
山内 真治（やまのうち まさはる）は、日本の音楽プロデューサー。株式会社アニプレックス制作事業グループ SSチーム チーフプロデューサー。

## 経歴
1993年、大学を卒業後ソニーレコードに入社し、5年間宣伝業務を担当。その後、織田哲郎プロジェクトでA&Rを務めた後、SIAM SHADEの制作ディレクターとなり、『1/3の純情な感情』の大ヒットに携わる。2003年にはI WiSHのA&Rを務め『明日への扉』の大ヒットに携わると、その後は自ら沖縄のライブハウスでORANGE RANGEをスカウトし、初代制作ディレクターを務めるなど多数のアーティストを手掛ける。2005年、HIGH and MIGHTY COLORの制作ディレクターを務めた際、元々ガンダムファンだった事もありガンダム関係の仕事に携わりたい一心で、デビューシングルとなる『PRIDE』を機動戦士ガンダムSEED DESTINYの関係者に売り込んだ結果、2代目の主題歌として起用され、オリコンウィークリーチャートにて初登場第2位を獲得した。その後、ソニー・ミュージックパブリッシングを経て、2010年よりアニプレックスに移籍し、TVアニメ『Aチャンネル』でアニメーション音楽を初プロデュースした他、多数の声優やアニソンシンガーのプロデュースを担当した。

## 担当アニメーション作品
※ 特に記載のない場合は音楽プロデューサーを担当。

### テレビアニメ
2010年
- 俺の妹がこんなに可愛いわけがない（※ エンディングテーマ制作：ACOMPANAR・YAMAZO・佐藤宏次と連名）

2011年
- 魔法少女まどか☆マギカ（※ 楽曲制作：菊地智敦・後閑研一・山村涼と連名）
- Aチャンネル

2013年
- 〈物語〉シリーズ セカンドシーズン
- 恋愛ラボ（※ 主題歌制作）
- 幻影ヲ駆ケル太陽（※ 主題歌協力）
- 俺の妹がこんなに可愛いわけがない。（※ 楽曲制作：岡村弦と連名）

2014年
- 憑物語
- ニセコイ
- GO!GO!575

2015年
- 終物語
- ニセコイ:

2016年
- ハイスクール・フリート

2017年
- 終物語2夜連続2時間SP 「まよいヘル」「ひたぎランデブー」「おうぎダーク」
- ブレンド・S
- エロマンガ先生

2018年
- はたらく細胞
  - はたらく細胞特別編「風邪症候群」

- ゆらぎ荘の幽奈さん
- ソードアート・オンライン オルタナティブ ガンゲイル・オンライン
- スロウスタート
- グランクレスト戦記
- Fate/EXTRA Last Encore「オプリトゥス地動説」
  - Fate/EXTRA Last Encore「イルステリアス天動説」

2019年
- かぐや様は告らせたい〜天才たちの恋愛頭脳戦〜
- ぼくたちは勉強ができない!
- 続・終物語
- 俺を好きなのはお前だけかよ

2020年
- ダーウィンズゲーム
- かぐや様は告らせたい？〜天才たちの恋愛頭脳戦〜
- ド級編隊エグゼロス
- 戦翼のシグルドリーヴァ

2021年
- バック・アロウ
- はたらく細胞!!
- はたらく細胞BLACK
- 86-エイティシックス-
- ワンダーエッグ・プライオリティ
- シャドーハウス
- SK∞ エスケーエイト（※ 音楽制作プロデューサー）
- Vivy -Fluorite Eye's Song-
- 美少年探偵団
- ビルディバイド -#000000-

2022年
- ビルディバイド -#FFFFFF-
- くノ一ツバキの胸の内
- 東京24区（※ 音楽制作プロデューサー）
- その着せ替え人形は恋をする
- 明日ちゃんのセーラー服
- かぐや様は告らせたい-ウルトラロマンティック-
- リコリス・リコイル
- Engage Kiss
- BLEACH 千年血戦篇（佐藤成俊と連名）
- ぼっち・ざ・ろっく!
- 後宮の烏

2023年
- 魔王学院の不適合者 II ～史上最強の魔王の始祖、転生して子孫たちの学校へ通う～
- Buddy Daddies
- UniteUp!（※ 劇伴音楽制作）
- 山田くんとLv999の恋をする
- マッシュル-MASHLE-
- BLEACH 千年血戦篇-訣別譚-（足立和紀と連名）
- 白聖女と黒牧師
- あやかしトライアングル
- ライザのアトリエ 〜常闇の女王と秘密の隠れ家〜
- 帰還者の魔法は特別です
- 新しい上司はど天然
- 16bitセンセーション ANOTHER LAYER
- 豚のレバーは加熱しろ

2024年
- WIND BREAKER

### 劇場アニメ
2016年
- 傷物語〈I 鉄血篇〉
- 傷物語〈II 熱血篇〉

2017年
- 傷物語〈III 冷血篇〉

2018年
- 君の膵臓をたべたい

## 主な担当アーティスト
※ 五十音順
- I WiSH
- ORANGE RANGE
- Kalafina
- 河野マリナ
- SIAM SHADE
- HIGH and MIGHTY COLOR
- 花澤香菜
- LiSA